# Port lotniczy Dien Bien Phu
Port lotniczy Dien Bien Phu (Sân bay Điện Biên Phủ) − krajowy port lotniczy położony w Dien Bien Phu w Wietnamie.